# 칠레 사회당
칠레 사회당(-- 社會黨, 스페인어: Partido Socialista de Chile 파르티도 소셜리스타 데 칠레[*])은 칠레의 사회민주주의 정당이다. 1933년 창당되었다. 1970년 살바도르 아옌데가 칠레의 대통령으로 선출되어 새로운 정부를 이끌었으나, 아우구스토 피노체트가 미국의 사주를 받아 일으킨 1973년 칠레 쿠데타로 세운 극우 군사독재정권에 의해 오랜 기간 동안 극심하게 탄압당했다. 1987년 이후 기독교민주당과 연립 정부를 구상했다. 2005년 미첼 바첼레트가 칠레의 대통령으로 선출되면서 다시 여당이 되었다. 2022년부터 칠레 사회당의 일부 고위 당직자들이 가브리엘 보리치 내각의 구성에 포함되었다.

## 역사
1933년 전직 장교와 지식인 그리고, 칠레 공산당에서 반스탈린주의 행위로 인해 추방된 트로츠키주의자들이 칠레 사회당을 결성하였다. 1940년대에 진입한 이후 트로츠키주의자들이 파시즘 단체에 동조하게 되면서 내분이 발생했고, 1945년부터 1948년 사이살바도르 아옌데 당수가 트로츠키주의자들과 반공주의자들을 당에서 추방하고, 단일 노선을 추구하면서 약진했다.
1970년 살바도르 아옌데가 칠레의 대통령으로 선출뎐 이후 각종 개혁을 시행하여 인기를 얻었으나, 아우구스토 피노체트를 비롯한 미국과 서방 국가들의 지원을 받는 군인들의 쿠데타로 인민연합 정부가 전복되면서 칠레 사회당은 창당 이래 가장 극심한 탄압을 받았다.
1988년부터 콘세르타시온을 주도하였으며, 기독교민주당과 연합을 구성하였고, 2005년 칠레 총선에서 미첼 바첼레트 대통령으로 당선되어 35년만에 집권하였다.
2013년 칠레 총선에서 신생 선거연합인 신다수파를 조직하고 결선투표에서 승리해 다시 집권당이 되었다. 그러나 2017년 총선부터는 득표율이 크게 하락하며 부진하는 추세이다.